# Крунски венац
Крунски венац је урбано насеље Београда, главног града Србије. Налази се на београдској општини Врачар.

## Локација
Крунски венац налази се дуж Крунске улице, по којој је кварт и добио име, у северном делу Врачара и протеже се до насеља Каленић.

## Историја
Једна од најбоље очуваних деоница „Старог Београда“, Крунска улица сматра се једним од најугледнијих београдских простора, пошто је Законом о грађевинарству из 1900. године на подручју Крунског венца омогућено да се граде само виле. Од 1900. до 1903. године улица је носила име по краљици Драги.
На углу Улице кнеза Милоша и Булевара Краља Александра 1880-их година, отворена је позната кафана Три листа дувана. Нешто касније, на том месту била је инсталирана прва телефонска централа у Београду. Још касније, 2. децембра 1939, на Крунском венцу је освећена нова телефонска централа.
Име Крунски венац, као и име оближњег Грантовца, касније је пало у заборав и данас се не користи често. Тренутно је тај назив једино у службеној употреби Телекома Србије.
У августу 2018. део Крунског венца је стављен под заштиту. Истовремено, приватни инвеститори најавили су делимично рушење источног дела насеља (око улица Тополске, Петроградске и Војводе Драгомира) и изградњу неколико високих зграда у том подручју. Становници Врачара су се организовали, протестујући против пројекта и истичући неопходност очувања тако рафиниране амбијенталне целине. Архитекта Бојан Ковачевић, председник Академије архитектуре Србије, рекао је да "Постоје делови града који су питоме целине, које тешко одолевају притисцима инвеститора. У Тополској улици неко покушава да капитализује финоћу амбијента градећи зграде које исту ту финоћу убијају.". Заменик градоначелника, Горан Весић, рекао је да подржава предлог за очување старог изгледа насеља.
Ипак, рушење је почело. У септембру 2018. срушена је вила из 1927. године, коју је пројектовао Милан Штангл. Сматран је једним од најранијих представника модерне у Београду. Срушена је како би се направило место за стамбену зграду. Тек након што је рушење завршено, град је одлучио да направи детаљан регулациони план за источни део насеља који предвиђа да фасаде нових зграда морају бити у складу са „амбијенталном целином“ насеља, а не могу да имају модерне фасаде, налик на стакло, на пример.

## Карактеристике

### Музеј Николе Тесле
Музеј Николе Тесле налази се у том крају. Теслина фонтана отворена је 12. јула 2007. године на травњаку испред Музеја, обележавајући 115. годишњицу Београдског водовода, званичне градске водоводне и канализационе компаније. Направљен је по оригиналном пројекту Николе Тесле, патентираном 1913. године, помоћу пумпе која троши врло мало електричне енергије. Требало је 25 година да истраживачи у потпуности разумеју Теслину идеју и направе овакву фонтану. У то време Тесла је на дизајнирању фонтане сарађивао  са познатим америчким уметником витража Луисом Комфортом Тифанијем.

### Студентска поликлиника
На углу са Улицом браће Недића, једна од најелегантнијих београдских зграда саграђена је 1923. или 1924. године, са циљем да буде највећи и најмодернији здравствени завод у приватном власништву на Балкану. Током бомбардовања Београда од стране савезника 16. априла 1944. године болница је погођена и преко 50 људи је убијено, укључујући 22 мајке и 22 новорођенчади, неколико чланова породица и неколико медицинских радника. Од средине 1950-их у згради је смештен Завод за здравствену заштиту студената, који је познатији као Студентска поликлиника. Спомен-плоча посвећена догађају из 1944. године постављена је 16. маја 2017.